# Kasteelruïne van Larochette
Kasteelruïne Larochette (Luxemburgs: Buerg Fiels, Duits: Burg Fels, Frans: Château de Larochette) staat hoog boven de stad Larochette in centraal Luxemburg. Het kasteel dateert uit de 11e eeuw en werd eind 16e eeuw door brand verwoest. Sinds de overname door de Luxemburgse staat in 1979 zijn er enkele belangrijke restauratiewerkzaamheden uitgevoerd.

## Ligging
De kasteelruïne bevindt zich op een voorgebergte zo'n 150 meter boven de Witte Ernz die door het kleine stadje Larochette loopt. De belangrijkste toegangsweg bevindt zich niet in het stadje zelf, maar een zijweg van de Route de Mersch. Deze toegangsweg kruist een groot voormalig boerenerf met versterkte grondwerken. Voorheen was er ook een toegangspoort die rechtstreeks in het dorp uitkwam. Deze is momenteel niet te gebruiken. Het hoofdgebouw is omgeven door een muur, nu gedeeltelijk verwoest. Een diepe sleuf verdeelt het kasteel in twee delen. Aan het uiteinde van het voorgebergte getuigen de overblijfselen van verschillende herenhuizen van de hoge kwaliteit van de architectuur en de nogal pompeuze stijl.

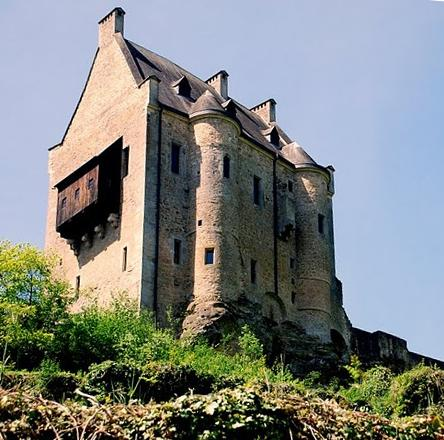
Kasteel Larochette: heropgebouwde huis Créhange

## Geschiedenis
De vroegste verwijzingen naar het kasteel dateren uit het einde van de 11e eeuw en gedurende de 12e eeuw, toen de heren van Larochette (Von der Feltz) vaandeldragers waren voor de graven van Luxemburg . De familie verspreidde zich wat leidde tot de bouw van de vijf statige huizen die los staan van de hoofdstructuur. Ze omvatten het landhuis Homburg (1350) en het landhuis Créhange (1385), die beide nu zijn gerestaureerd. De uitkijktoren Verlorenkost (letterlijk Verloren Voedsel) staat ook alleen aan de zuidkant. De legende gaat dat de kokkin pannen vol eten droeg toen ze struikelde en alles brak.
Het landhuis van Créhange bevat nu historische kunstwerken. Er is een put binnen die ook een legende heeft, die vertelt hoe de dame van het kasteel met haar kind in de put sprong terwijl het kasteel werd aangevallen. Nadat ze de dappere vrouw hadden gered, beschuldigden de indringers de rentmeester van het kasteel van verraad en gooiden hem in de put. Er wordt gezegd dat hij elke Goede Vrijdag weer verschijnt in de vorm van een draak.
Het kasteel is eigendom van de Luxemburgse staat. Momenteel wordt de conciërgewoning nog bewoond door nazaten van de laatste eigenaars krachtens een erfpachtovereenkomst.

## Zie ook

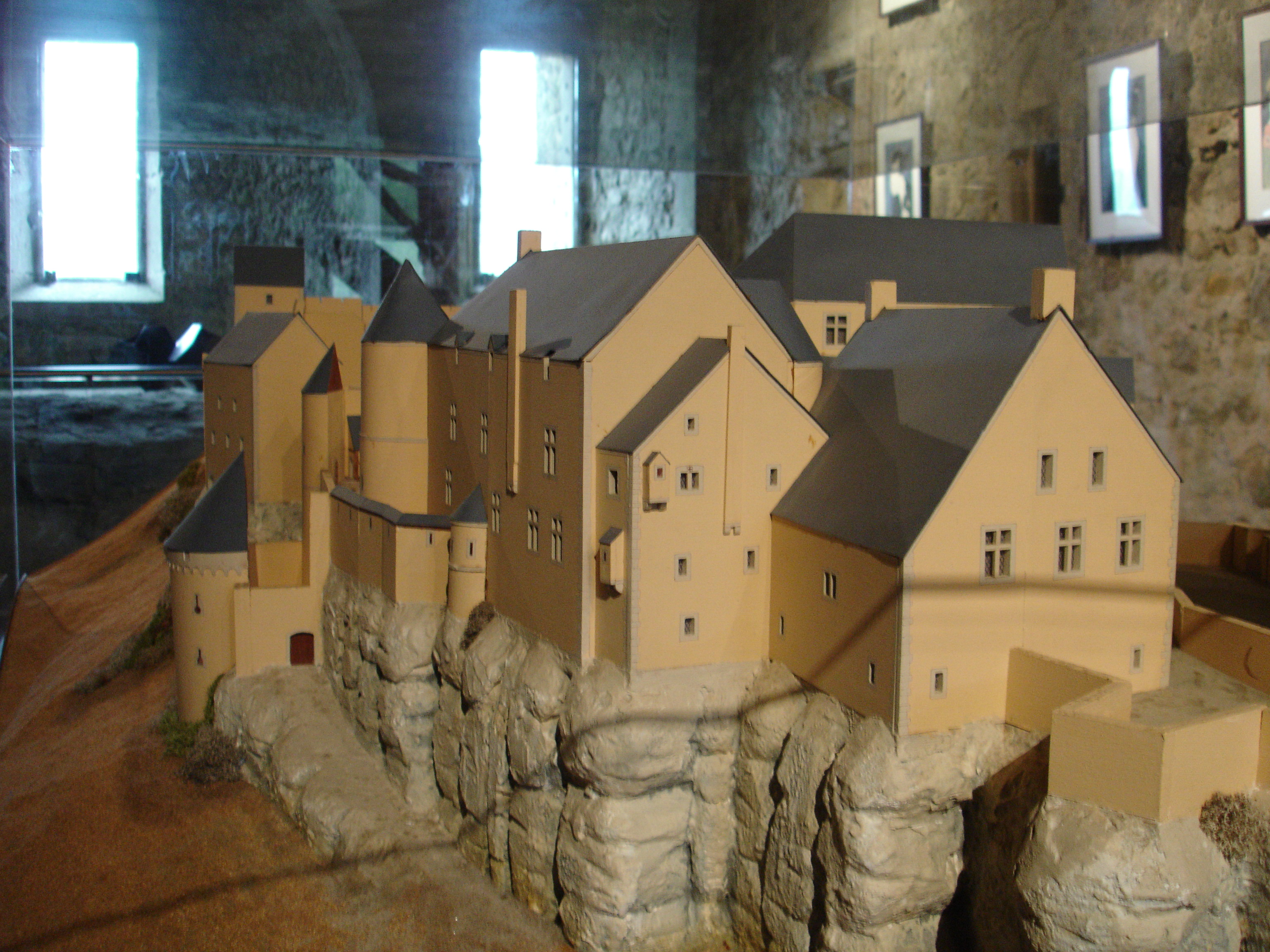
Gereconstrueerd model
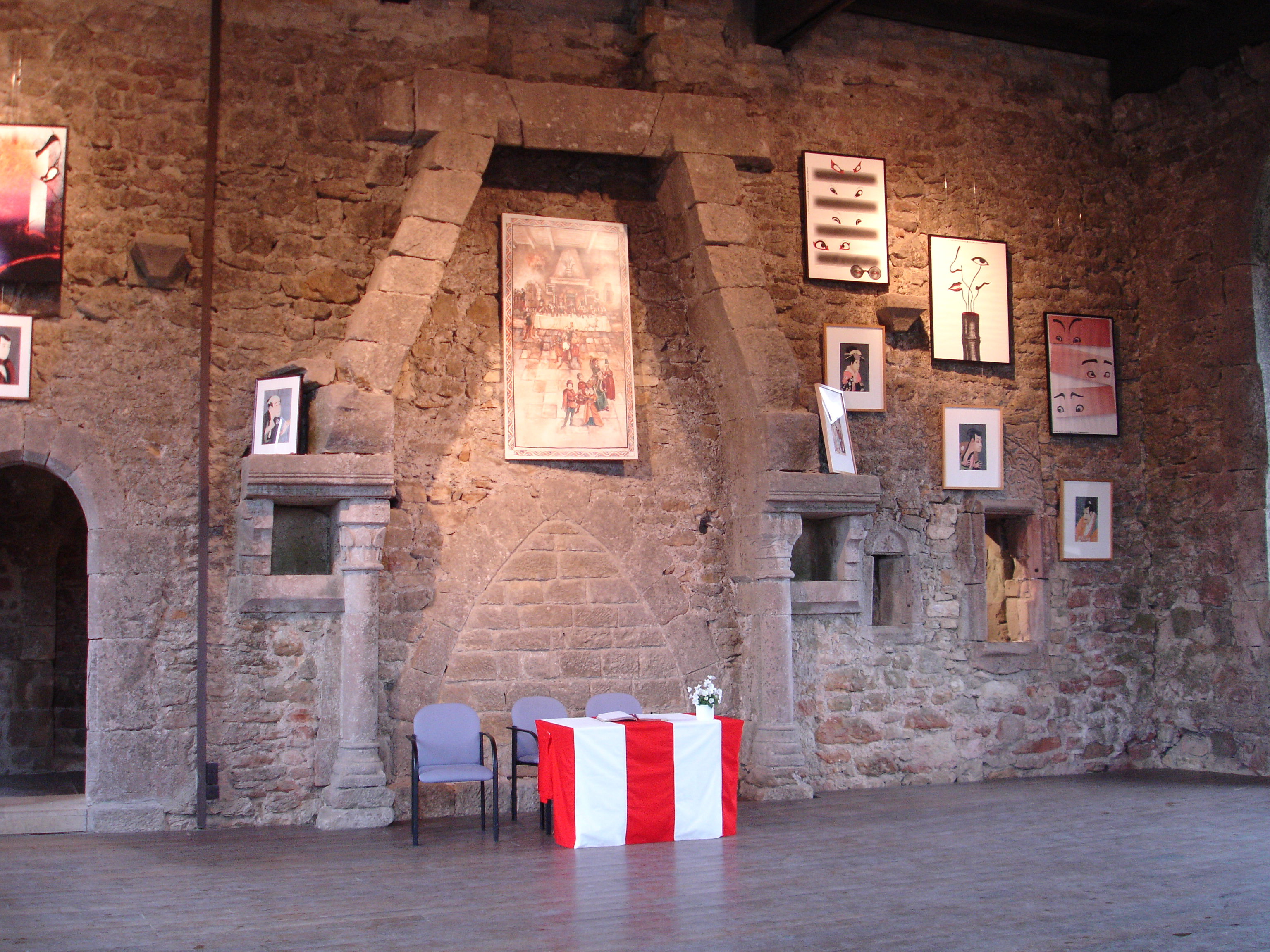
Interieur
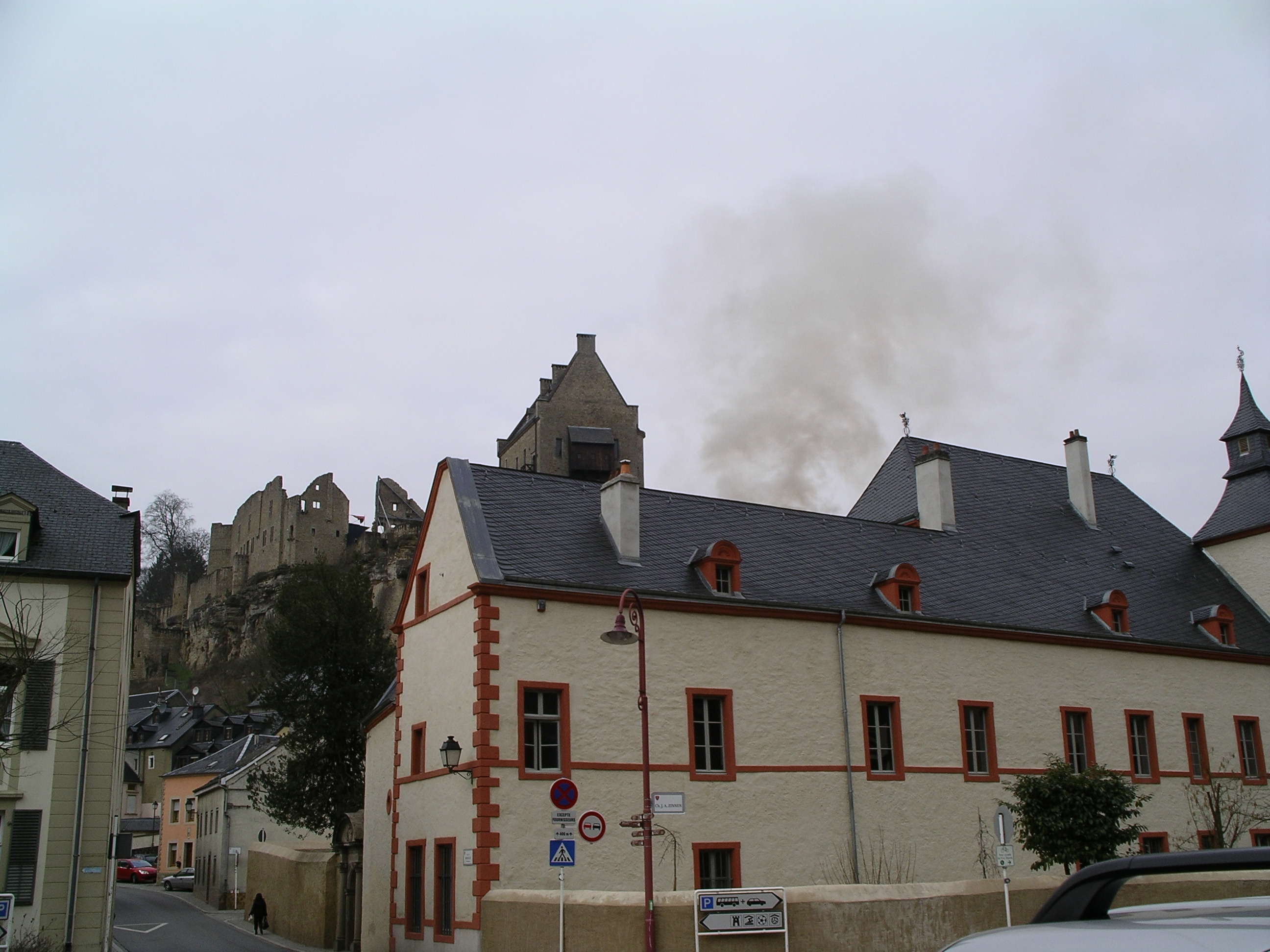
Ruïnes van het stadscentrum
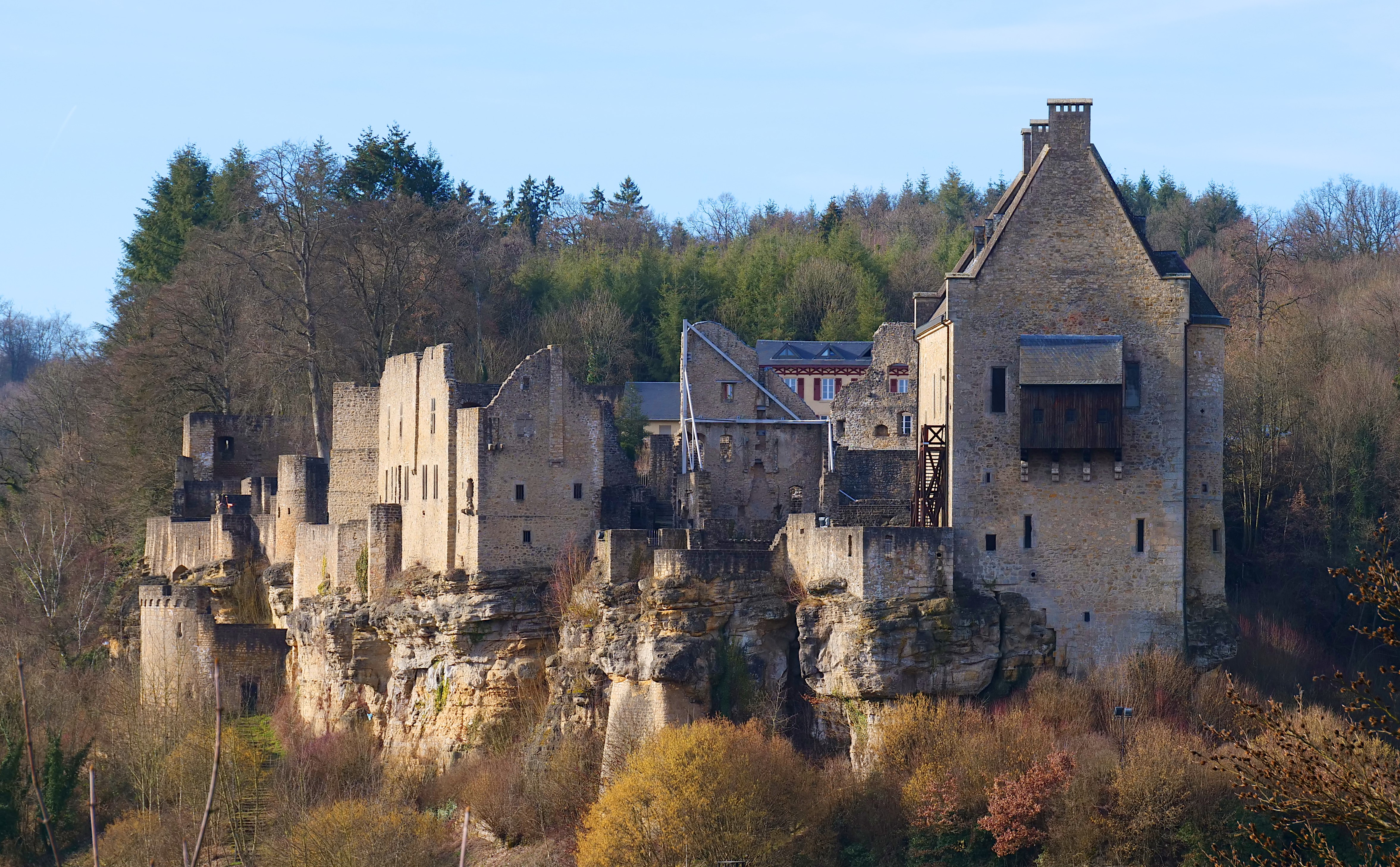
Oostzijde